# Frans Timmermans
Franciscus Cornelis Gerardus Maria Timmermans (Maastricht, 6 de mayo de 1961), más conocido como Frans Timmermans, es un político neerlandés, vicepresidente primero de la Comisión Europea entre 2014 y 2023, estando en la Comisión Juncker y la Comisión Von der Leyen. Además, desempeñó el cargo de ministro de Asuntos Exteriores del Gabinete de los Países Bajos entre 2012 y 2014.
En la Comisión Juncker (2014-2019) fue comisario europeo de la Mejora de la Legislación, Relaciones Interinstitucionales, Estado de Derecho y Carta de los Derechos Fundamentales. Desde diciembre de 2019, ha liderando el trabajo sobre el Pacto Verde Europeo en la Comisión Von der Leyen (2019-2024).

## Biografía
Timmermans nació en Maastricht el 6 de mayo de 1961. Hijo de un diplomático y nieto de mineros de carbón de Limburgo, por la profesión de su padre pasó gran parte de su infancia en el extranjero; Timmermans, que cursó su educación primaria en un colegio en Sint-Stevens-Woluwe (Bélgica), se trasladó con 11 años a Italia, donde cursó estudios en un colegio internacional inglés de Roma. De vuelta a los Países Bajos, completó sus estudios preuniversitarios en el Colegio Católico de San Bernardino en Heerlen. Durante su período de servicio militar como recluta en la Inteligencia Militar, Timmermans —que habla un ruso fluido— trabajó como interrogador de prisioneros rusos, con frecuencia supuestos espías. Estudió literatura francesa en la Universidad Católica de Nimega y Derecho Europeo y Literatura Francesa en la Universidad de Nancy.

## Trayectoria profesional
Militante desde 1985 de Demócratas 66 (D66), en 1990 se cambió al Partido del Trabajo (PvdA). Entró a trabajar como funcionario en el Ministerio de Asuntos Exteriores neerlandés en 1987, desarrollando una carrera de diplomático durante 7 años. Entre 1987 y 1990 trabajó en el departamento de Integración Europea. Destinado en 1990 como subsecretario en la embajada neerlandesa en Moscú, fue testigo del intento de golpe de Estado de 1991.
De 1994 a 1995 trabajó como asesor del comisario europeo Hans van den Broek. Hasta 1998, fue consejero y secretario privado del Alto Comisionado para las Minorías Nacionales de la Organización para la Seguridad y la Cooperación en Europa (OSCE) Max van der Stoel.

### Parlamentario y miembro del Gobierno

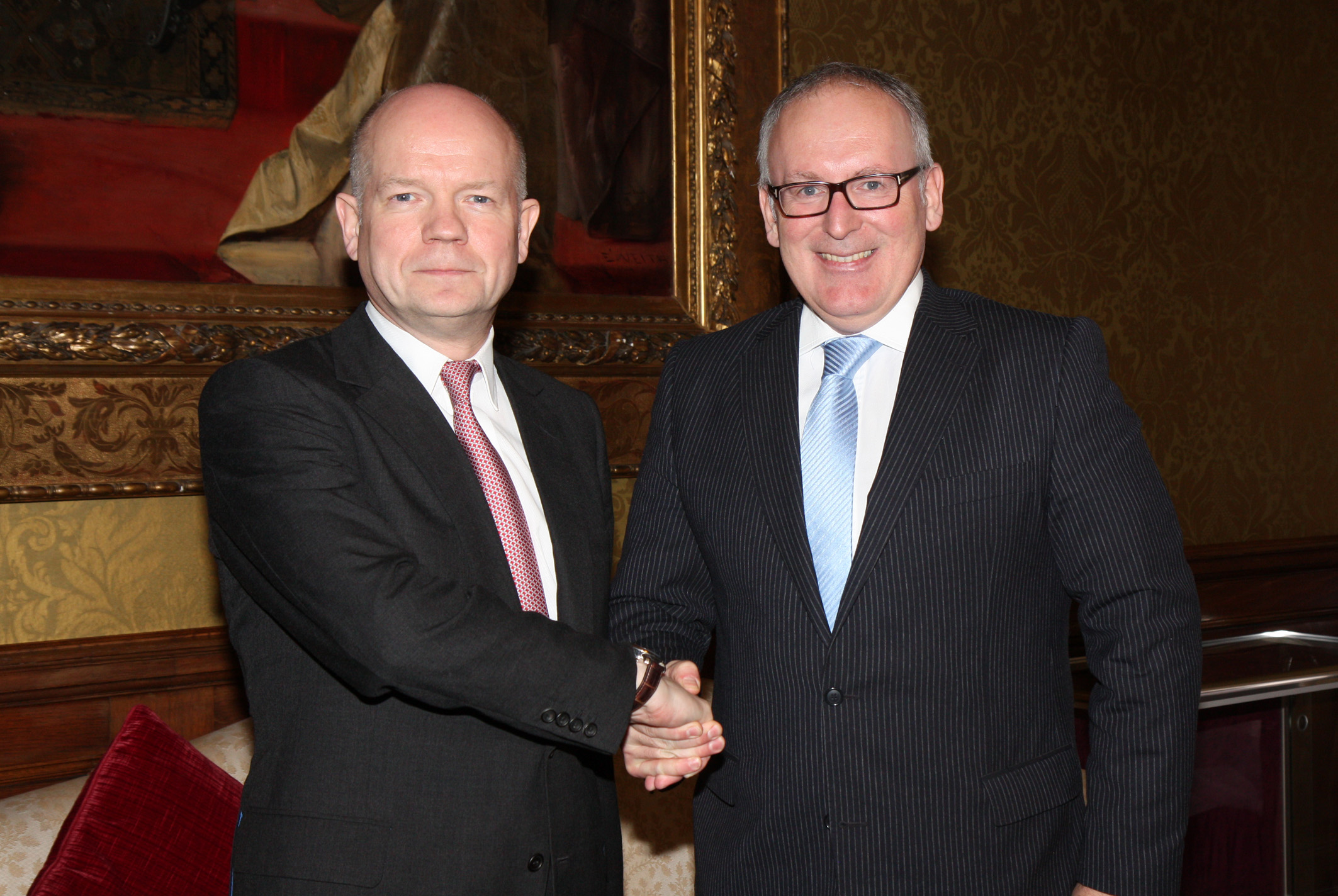
Como ministro de Asuntos Exteriores, en 2012, junto a William Hague.

Electo en las elecciones generales de 1998, se convirtió en diputado de la Cámara de Representantes de los Estados Generales, donde ejerció de portavoz de Exteriores. Muy involucrado en el proceso de integración europea, encajó como un duro golpe político el resultado negativo en el referéndum en los Países Bajos sobre el proyecto de Constitución Europea de 2005.
Entre 2007 y 2010 ejerció de ministro de Asuntos Europeos en el cuarto gabinete de Jan Peter Balkenende.
De vuelta en la cámara baja en 2010, se centró en asuntos de política exterior.
Nombrado en 2012 para el cargo de ministro de Asuntos Exteriores del Gobierno de los Países Bajos liderado por Mark Rutte, cargo que asumió el 5 de noviembre de 2012, abandonó entonces su asiento en el consejo de administración del equipo de fútbol Roda JC, que había ocupado desde febrero del mismo año.

### Unión Europea

#### Comisión Europea

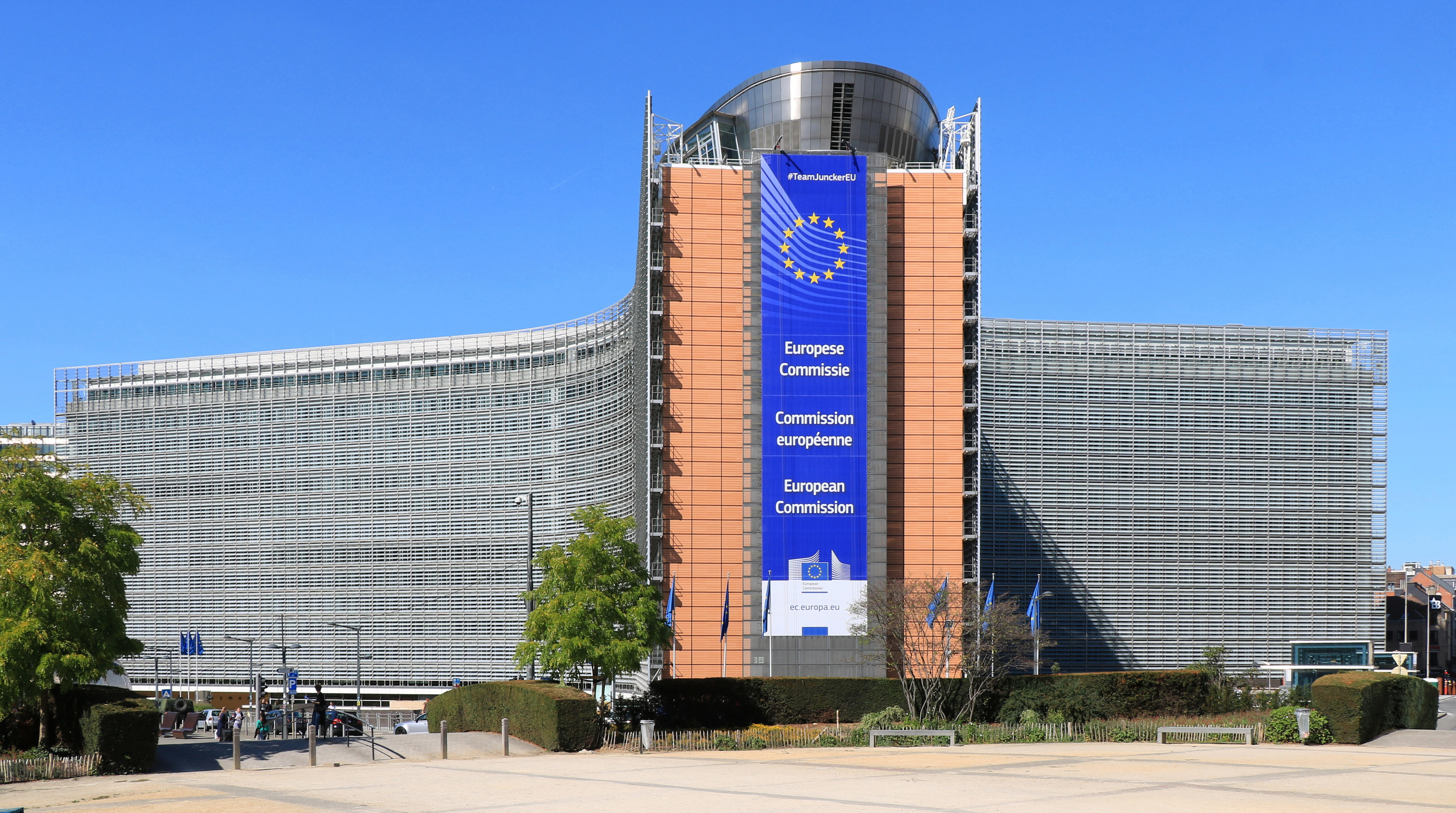
La Comisión Europea, de la que Frans Timmermans es vicepresidente primero desde 2014.

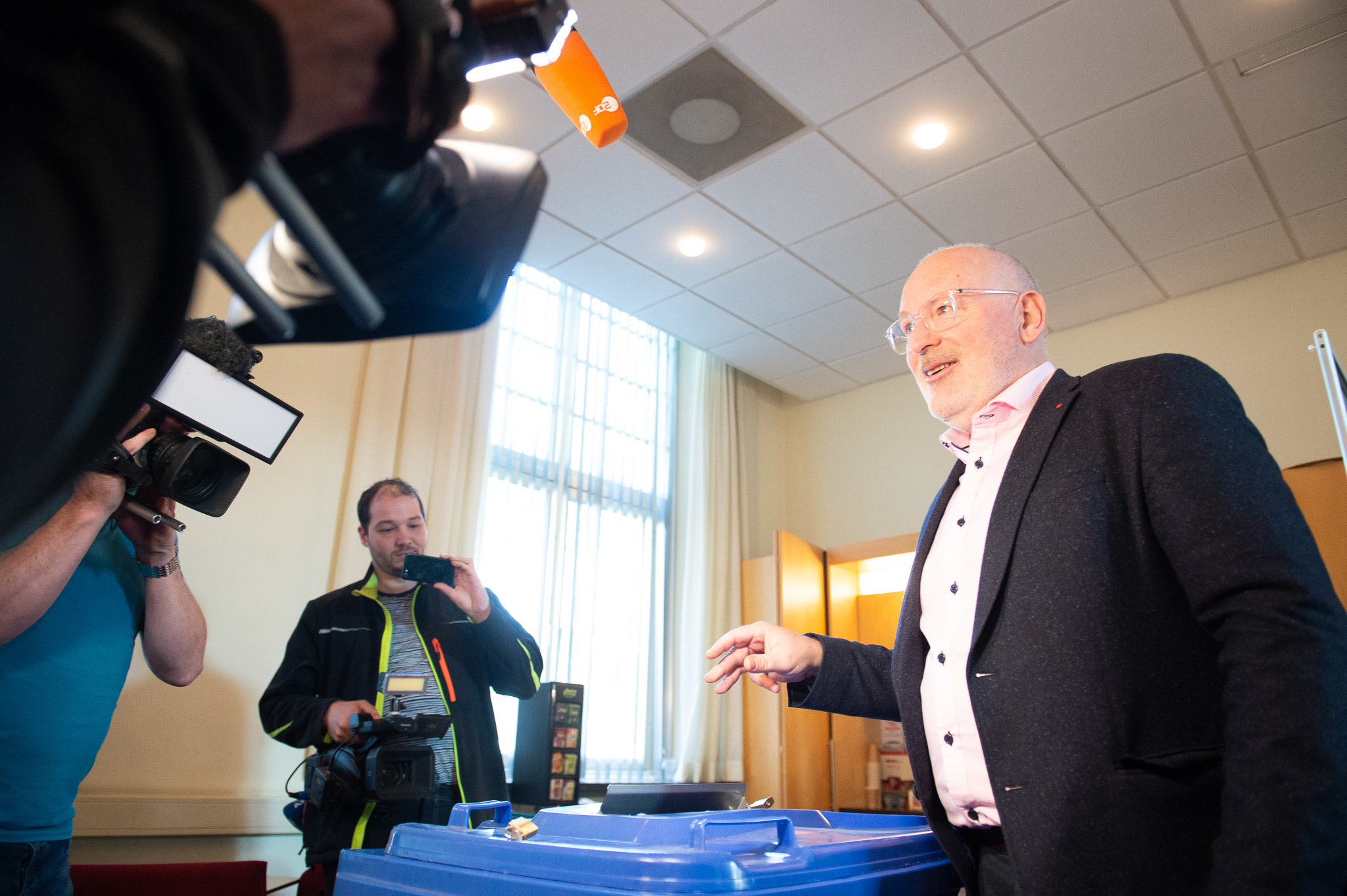
Introduciendo en Heerlen su voto para las europeas de mayo de 2019.

En octubre de 2014 fue nombrado vicepresidente primero de la Comisión Juncker, y en titular del área para la Mejora de la Legislación, Relaciones Interestitucionales, Estado de Derecho y Carta de los Derechos Fundamentales de la Comisión Europea. Encargado en la Comisión de hacer cumplir el estado de derecho en los Estados miembros de la Unión Europea, se mostró como un acerado crítico de los gobiernos del llamado Grupo de Visegrado, por las vulneraciones del estado de derecho acontecidas en estos.
Timmermans aspiró a ser el Presidente de la Comisión. Postulado como Spitzenkandidat del Partido de los Socialistas Europeos (PSE) de cara a las elecciones al Parlamento Europeo de 2019, fue designado oficialmente candidato del PSE en el Congreso celebrado en Lisboa en diciembre de 2018; su único rival, el eslovaco Maroš Šefčovič, había retirado la precandidatura en noviembre. Entonces propuso que el proceso de refundación de la Unión Europea debía conducir al desarrollo del un bloque más justo (con salario mínimo por Estado miembro), más feminista (sin diferencia salarial de género) y con un mercado inmobiliario accesible para los jóvenes. Sin embargo fue Ursula von der Leyen quien resultó elegida el 2 de julio de 2019.
Como vicepresidente ejecutivo de la Comisión Von der Leyen desde 2019, Timmermans presentó en marzo de 2020 la que está llamada a ser la espina dorsal del Pacto Verde Europeo. El neerlandés consideró que su propuesta para una Ley Europea del Clima es “revolucionaria” al consagrar el objetivo de 2050 como año para la neutralidad de carbono en la Unión Europea.
En abril de 2020, Timmermans afirmó que las lecciones crisis del coronavirus brindaban una oportunidad de “romper con viejas costumbres y poner los cimientos de una economía sostenible y muy competitiva”.

#### Parlamento Europeo
Timmermans resultó elegido diputado del Parlamento Europeo en las elecciones europeas de mayo de 2019, en las que recibió 839 240 votos —el candidato más votado en los Países Bajos—, no llegó a tomar posesión del escaño en la sesión inaugural de la cámara que tuvo lugar el 2 de julio de 2019.